# 람베스 신조
람베스 신조 (Lambeth Articles)는 1595년애 존 휘트기프트 캔터베리 대주교에 의해 작성된 9개의 교리 선언문이다. 이 선언문은 예정론과 칭의에 관한 칼뱅주의 교리를 정의하였다.
이 신조는 케임브리지 대학교에서 발생한 한 논쟁을 마무리하기 위해 설계된 것으로, 하나님이 어떤 자들은 영생을 또 다른 자들은 영벌을 줄 것인지를 예정하셨는지에 관한 내용이다.
처음에 이 신조의 초안을 작성한 자는 윌리엄 휘태커로 그는 케임브리지 대학교의 신학교수였다. 1615년에 있었던 더블린 총회에서 아일랜드 신조에 흡수되었다. 도르트 신조의 칼빈주의 5항의 기초가 이 신조에 포함되어 있다.